# Lőrincz Nikol
Lőrincz Nikol Lőrincz Nikolett (Miskolc, 1986. augusztus 19. –) magyar színésznő.

## Életpályája
Miskolcon született 1986. augusztus 19-én. Edelényben és Egerben végezte középiskolai tanulmányait. Miskolcon a Pécsi Sándor Guruló Színházban kezdett színészettel foglalkozni, majd felvételt nyert a Miskolci Nemzeti Színház stúdiójába. 2006 és 2009 között a Nádasdy Kálmán Színészképző Stúdió növendéke volt, itt Ecsedi Erzsébet és Farkas Ignác voltak a mesterei. 2011-2020 között a zalaegerszegi Hevesi Sándor Színház színművésze volt. 2016-ban Soós Imre-díjat kapott. 2020-tól a Pesti Magyar Színház tagja.
Férje: Barsi Márton színművész.

## Fontosabb színházi szerepei
- Vajda Katalin – Fábri Péter: Anconai szerelmesek... Agnese (a panzió tulajdonosa)
- John Kander – Fred Ebb – Bob Fosse: Chicago... Mona
- Presser Gábor – Horváth Péter – Sztevanovity Dusán: A padlás... Mamóka (öreg nénike, aki mindent tud az emberekről)
- Presser Gábor – Varró Dániel – Teslár Ákos: Túl a Maszat-hegyen... Kalóz Feleség
- Szabó Magda – Hajdu Sándor: Sziget-kék... Ginevra (házvezetőnő, Aranka, medve)
- Szabó Magda: Abigél... Hajdú tanárnő, énektanár
- Forgách András: Holdvilág és utasa... Fiatal olasz cigányleány
- Georges Feydeau: A hülyéje... Clara
- Huszka Jenő: Gül baba... Rózsi; Nahalim
- Egressy Zoltán: Portugál... Asszony
- Molière: A mizantróp... Céliméne
- Fenyő Miklós – Novai Gábor – Böhm György – Korcsmáros György: Hotel Menthol... Mokka
- Szigligeti Ede: Liliomfi... Szomszédasszony
- Lázár Ervin: A kisfiú meg az oroszlánok... Anya (Kriszta anyukája)
- Brandon Thomas – Aldobolyi Nagy György – Bradányi Iván: Charley nénje... Kitty Verdun
- William Shakespeare: Rómeó és Júlia... Dajka (Júlia dajkája)
- Hamvai Kornél: Szigliget... Szabó Vera (főhadnagy)
- Szirmai Albert – Bakonyi Károly – Gábor Andor: Mágnás Miska... Marcsa
- Móricz Zsigmond – Miklós Tibor – Kocsák Tibor: Légy jó mindhalálig... Ilonka
- Dale Wasserman – Mitch Leigh – Joe Darion: La Mancha lovagja... Házvezetőnő
- Háy János: Völgyhíd... Barátnő (Zsófi osztálytársa)
- Gotthold Ephraim Lessing: Bölcs Náthán... Daja (keresztény nő Náthán házában)
- Richard Rodgers – Oscar Hammerstein – Howard Lindsay – Russel Crouse: A muzsika hangja... Zsófia nővér; Elsa Schraeder
- Szálinger Balázs: Köztársaság... Ariadné (családanya, Arianész hitvese)
- Krusovszky Dénes: Az üveganya... Virág (Krammer lánya)
- Balogh Elemér – Kerényi Imre – Rossa László: Csíksomlyói passió... Másik Mária
- Pierre Barillet – Jean-Pierre Grédy – Nádas Gábor – Szenes Iván: A kaktusz virága... Stéphanie
- Alexandre Dumas – Jean-Paul Sartre: Kean, a színész... Amy grófné
- Szép Ernő: Vőlegény... Duci
- Ray Cooney: A miniszter félrelép... Miss Foster
- Jaroslav Hašek – Spiró György: Svejk... Johanna (a báróné komornája; Cselédlány kutyával; Kákonyiék cselédje)
- Nagy Tibor – Bradányi Iván – Pozsgai Zsolt: A kölyök... Madame Foyer (házmesternő)
- Todd Strasser – Tasnádi István: A hullám... Ági
- Tasnádi István: Közellenség... Antónia nővér
- Zerkovitz Béla – Szilágyi László: Csókos asszony... Rica-Maca
- Eisemann Mihály – Szilágyi László: Én és a kisöcsém... Piri
- Efrájim Kishon: A házasságlevél... Jaffa (a szomszédnő)
- Francis Veber: Balfácánt vacsorára... Christine
- Mikszáth Kálmán: Szent Péter esernyője... Madame Kriszbay
- Arthur Miller: Az ügynök halála... Nő
- Déry Tibor – Pós Sándor – Presser Gábor – Adamis Anna: Képzelt riport egy amerikai popfesztiválról... Eszter
- Tolcsvay László – Müller Péter – Müller Péter Sziámi: Isten pénze... Mrs. Fezziwig
- L. Frank Baum – Tompagábor Kornél – Monostori János: Óz... Emmi néni; Északi boszorkány
- Tracy Letts: Augusztus Oklahomában... Mattie Aiken, Violet húga
- Jókai Mór – Böhm György – Korcsmáros György – Tolcsvay Béla – Tolcsvay László: A kőszívű ember fiai... Lánghy Aranka
- Dennis Martin: A kincses sziget... Fanny Osbourne
- Háy János: Utánképzés ittas vezetőknek... Réka, marketinges
- Háy János: Házasságon innen, házasságon túl... Szerető (Andrea)
- Kevin del Aguila – George Noriega & Joel Someillan: Madagaszkár... Közlegény pingvin

## Filmek, tv
- Tasnádi István: Közellenség (színházi előadás tv-felvétele) (2015)
- Mikszáth Kálmán: Szent Péter esernyője (színházi előadás tv-felvétele) (2017)
- Félúton (2019)
- Drága örökösök
- Jóban Rosszban (2020)
- Doktor Balaton (2021)
- Pacsirta (2022)

## Díjak, elismerések
- Máriáss József-díj (2013)
- Soós Imre-díj (2016)
- Pethes–Agárdi-díj (2016)
- Színházbarátok körének díja (2020)